# Fijnaart en Heijningen
Fijnaart en Heijningen è un'ex-municipalità dei Paesi Bassi situata nella provincia del Brabante Settentrionale. Soppressa il 1º gennaio 1997, il suo territorio, è stato incorporato in quello della municipalità di Zevenbergen, rinominata un anno dopo Moerdijk.